# 大本眞基子
大本 眞基子（おおもと まきこ、1973年2月1日 - ）は、日本の女性声優。岡山県倉敷市出身。フリー。國學院大學大学院在学中。
代表作に、『星のカービィシリーズ』（カービィ）、『新・光神話 パルテナの鏡』（自然王ナチュレ）、『コレクター・ユイ』（春日結）、『ゾイド -ZOIDS-』（フィーネ・エレシーヌ・リネ）、『クレヨンしんちゃん』（ミッチー〈2代目〉）、『戦国無双シリーズ』（稲姫）、『ダンガンロンパ 希望の学園と絶望の高校生』（舞園さやか）、『ファイアーエムブレム ヒーローズ』（リン）などがある。

## 経歴
就実高等学校卒業後、嵯峨美術短期大学に入学。短大卒業後、声優を目指して上京し、青二塾に入塾。青二塾東京校14期卒業後、青二プロダクションに所属。
- 1994年8月、『ストリートファイターII MOVIE』の「電話の声」役で、声優デビュー[3]。
- 1997年2月、『キューティーハニーF』の「秋夏子」役で、テレビアニメ初レギュラー[10]。
- 1999年1月、『ニンテンドウオールスター! 大乱闘スマッシュブラザーズ』より、カービィ役を担当。
- 1999年4月、『コレクター・ユイ』の春日結役でテレビアニメ初主演。
- 2004年6月、『クレヨンしんちゃん』第503話から、前任の草地章江に代わって「鳩ヶ谷ミッチー」役を担当。
- 2008年7月24日をもって青二プロダクションを退所し、フリーで活動。
- 2009年6月、絵本『ぼくの旅』を自費出版[11]。
- 2012年10月、13世紀の詩人、ジャラール・ウッディーン・ルーミー作詩の朗読CD『ただひとつの息吹 -Only Breath-』発売。
- 2017年12月、埼玉県八潮市応援大使に就任[12]。
- 2018年2月1日よりアトミックモンキーに所属[13]。
- 2020年3月15日、虫垂炎により緊急手術を受けたことを報告[14]。
- 2020年、國學院大學に入学[15]。
- 2022年6月1日、5月31日をもってアトミックモンキーを離れ、フリーで活動することを発表[16]。

## 人物

### 声優活動
得意な役柄として、天然キャラ（男女問わず）や頭の良い男の子、天才少年を挙げている。『仰天人間バトシーラー』ではメインキャラを含み、10役以上を演じ分け、自分キャラ同士の会話を行う場面もこなした。
演じるにあたって苦労した役に『サイボーグクロちゃん』のマタタビを挙げており、同作品の音響監督の松浦典良に「君はもっと低い声のポテンシャルがあるはず」と指導を受けながら演じていたという。また、松浦とは後に主演した『星のカービィ』でも現場を共にしている。
今まで演じた自身の最も高い声の役に星のカービィシリーズのカービィ、最も低い声の役に『サイボーグクロちゃん』のマタタビを挙げている。
今まで演じたキャラクターで最も印象に残ってるキャラクターとして、『高橋留美子劇場 人魚の森』の真人と『陰陽大戦記』のウツホを挙げている。前者は外見と性格のギャップ、後者は外見と年齢のギャップを理由として挙げており、他にラストボスを務めた役が印象に残っているという。

### 性格・趣味・嗜好
趣味は、イラストを描くこと、美術館めぐり、瞑想、歌を歌うことであり、特技は、書道八段、歌を歌うこと、般若心経暗唱である。ペルー旅行と修験道の経験を通じて日本文化のルーツや日本人の精神性に興味を持ち、國學院大學神道文化学部へ進学するきっかけとなった。
好きなものとして、シャーロック・ホームズシリーズ、司馬遼太郎の『国盗り物語』、中原中也、谷川俊太郎、宮沢賢治の文学作品、ZABADAK、宮下富実夫の音楽、ピンク、ウグイス色、プレーンブルーの色を、好きでないものとして偏見、先入観を挙げている。
水木しげるの作品のファンである。
好きな俳優として、里見浩太郎、丹波哲郎、ジェレミー・ブレット、ロビン・ウィリアムズ 、トム・ハンクス、ハーレイ・ジョエル・オスメントを挙げている。
好きなテレビアニメは、『超人ロック』、『ストップ!! ひばりくん!』、『銀河英雄伝説』などであり、ゲームは『ファイナルファンタジーIV』が好きであり、漫画は山下和美の作品が好きである。

### 交友
『爆走兄弟レッツ&ゴー!!MAX』で共演した渡辺久美子や野田順子、『キューティーハニーF』で共演した永野愛、『天使な小生意気』で共演した林原めぐみ、『出ましたっ!パワパフガールズZ』で共演した宮原永海、シルバニアファミリーで共演した水落幸子などと仲がよい。友達には、まきちゃん、マッキー、おおもっちゃん、おーもとくんなどと呼ばれている。

## エピソード
- 歌手のMISIA、美空ひばり、宇多田ヒカル、俳優兼ナレーターの森本レオなどが持つとされる1/fゆらぎ波長の声が出せる[9]。
- 青二塾東京校の同期に稲田徹、神谷浩史、鈴木麻里子、丹下桜、豊嶋真千子がいる。
- 1990年代後半に、千葉繁主宰の劇団『バーストマン』（現在は解散）に所属し、活動していた[21]。
- 1999年から毎年、埼玉県八潮市の『青少年アニメ・アフレコ体験講座』の講師を務めている[29]。
- 2004年から公式サイト『HORSE & HATOOK!!』を大本自身で運営していたが、2008年7月24日のフリーになった日にパソコンが壊れ、ホームページビルダーを失くしてしまったために更新停止となった。その後、同年9月14日から新たに公式ブログ『ホース＆ハトック ∞- 無限大-』を開設した[30]。また、2010年4月から声優の野田順子、水落幸子、山下亜矢香らに勧められ、twitterを始めた[31]。
- 実家がブライダル業であるため、結婚式場のプロデュースに携わったことがあり、「唯一美大卒が役に立った仕事」と語っている[32]。
- 結婚式場以外にカフェ・レストランのプロデュースにも携わっており、岡山・倉敷市内において2017年12月に「Cafe Seed of Life」[33]、2020年10月に「Nature」[34]、2021年10月に「Cafe Cascade」[35]をそれぞれオープンさせた。Natureがローカル情報番組『ミルンへカモン! なんしょん?』で取り上げられた際は、「声優以外にも仕事ができてありがたい」と答えている[36]。
- 2023年1月、公式ブログにて大学在学中であることを明かし[37]、のちに大学名は國學院大學神道文化学部であることを明かした[15]。美術短大卒業であるが、3年編入を選択せずに4年間通い、神職資格を取得して2024年3月に卒業。4月からは大学院に進む[38]。

### 声優になるまで
- 幼少時代から言葉で表せないものを表現するのが好きだったため、暇さえあれば絵を描いていたが、中学2年生の時に声優という職業を知り、「これだ！」と思ったという。声の仕事は、年齢や性別に縛られることなく幅広い表現を可能にし、あるときは「顔出しの演技」以上に様々な疑似体験を可能にし、精神的な表現の限界に挑戦することができるということに、とても大きな可能性を感じたことにより、声優を志した[1]。
- 高校は、放送文化部目当てで就実高等学校（全国総合文化祭放送部門で1・2・3位を独占するほどの強豪校である上、NHKのアナウンサーの直接指導が受けられ、OB・OGにアナウンサーを輩出する実績のある部であった）に進学した。また、高校では美大受験のために掛け持ちで美術部にも所属していた[39]。大学では、演劇部と漫研に所属していた[40]。
- 役者になることは決めていたが、「東京に出たら勘当する」と言われていたため、1クッション置くために、元々絵を描くのが好きだったことから、美大の嵯峨美術短期大学へ進学した。本人曰くこれが「まんまと家を出る口実」となり、その卒業後に上京した[8]。

### 演じた役について
- コンピュータゲームシリーズおよびそれを原作としたアニメ『星のカービィ』の主人公・カービィの役は海外版もすべて大本が演じている。また『星のカービィ』の原作者（現在は開発元を退社）であるゲームデザイナーの桜井政博と交流があり、桜井の主催するイベントに呼ばれたりもしている[41][42]。
- カービィの声は『ニンテンドウオールスター! 大乱闘スマッシュブラザーズ』で初めてつき、その声はオーディションで『星のカービィ』の原作者（現在は開発元のハル研究所を退社）であるゲームデザイナーの桜井政博が決めた。その決め手はナチュラルボイスであった[43]。同作品に出演するネスも、同オーディションで決まった[44]。
- アニメ版『星のカービィ』のカービィは「プレイヤーによってイメージが異なるカービィに固定的イメージを持たせないように」という考えから殆ど喋らない設定だが、最終回のアフレコ時にナイトメアに攫われたフームをカービィが追いかけるシーンでは大本がアドリブで「フーム！」と叫んだ。このアドリブは「すごく良かったんだけど、名前を呼んでしまうと演出的に意味を持たせてしまうから」とカットされたという[45]。監修の桜井政博はこれについて「なんらかの形でアニメカービィを続けたいと監督やスタッフが願っているからではなかろうか」と解釈していた（桜井は普段は言葉を話さないカービィが意思を持って言葉を発する、という「カービィの精神的成長」というテーマを放送開始時より検討していたという）[46]。
- 『ゾイド -ZOIDS-』のフィーネ・エレシーヌ・リネは、他の役とは異なり、人と会話する時になるべく相手と掛け合わないように独り言になるように意識して演じていた[47]。
- 戦国無双シリーズの稲姫は、透明感を意識し、凛としているが、粗野にはならないように、女っぽくも男っぽくもなりすぎないように、少し中性的なイメージで演じている[48]。また、稲姫を演じる上で、稲姫を知るために森雅裕の『化粧槍とんぼ切り』を読み、役作りのヒントにした[49]。
- 『陰陽大戦記』のウツホは、すでに登場していた消雪のタンカムイの回の収録終わりに、現場のスタッフに「ちょっと残って」と言われ、怒られるのかな？と思ったが、そこでウツホ役の話をもらい、担当することになった[50]。
- 『ドラえもん (2005年のテレビアニメ)』のキャストの一新に伴うオーディションで野比のび太役を受け、最終オーディションまで残っていた[51]。
- 『ダンガンロンパ 希望の学園と絶望の高校生』の舞園さやかは、ボイスサンプルを新しくするために収録に行ったスタジオで、偶然本作品のオーディションをしており、「良かったら受けていかれませんか？」と誘われてオーディションを受けたところ、起用が決まった[52][53]。
- 『新・光神話 パルテナの鏡』の自然王ナチュレは、本作のディレクターである桜井政博がカービィ関連の縁でゲーム開発段階における仮音声全キャラクター分を大本に頼み、キャストを正式に決めることとなった際にオーディションは行ったものの大本の音声以上にしっくりくるものがなく、そのまま本採用になったという経緯がある[54]。
- 『ダンガンロンパ 希望の学園と絶望の高校生 THE ANIMATION』の舞園さやかのキャラクターソングである『ネガイゴトアンサンブル』は、「舞園ちゃんのすべての想いが詰まった「アイドル」という仕事」であるため、「彼女（舞園さやか）が一番表現したかったんじゃないかな？と思う「希望」とか「元気」が伝わればいいな」と思いながら歌った[55]。また、『モノクローム・アンサー』は、「苗木君への想いや内面の表現」を意識して歌った[56]。
- 『星のカービィ トリプルデラックス』のクィン・セクトニアは、「高貴で、気高くて、でも少し狂気を孕んだ物悲しさ」を意識して演じた[57]。

## 出演
太字はメインキャラクター。

### テレビアニメ
1994年
- ツヨシしっかりしなさい（ホステス）
- 美少女戦士セーラームーンシリーズ（1994年 - 1996年、女の子、子供、ダイモーン、母親、アメ玉、ユリ、部長 他） - 3シリーズ

1995年
- しましまとらのしまじろう（1995年 - 1996年、カンガルー子、子供B、TVのカン、イルカの子供、花の一人）

1996年
- キテレツ大百科（女の人）
- ゲゲゲの鬼太郎（第4作）（1996年 - 1997年、子供A、女、キツネA、女性2、呼ぶ子）
- こちら葛飾区亀有公園前派出所
- 地獄先生ぬ〜べ〜（1996年 - 1997年、茜〈初代〉、主婦、佐藤よしえ）
- それいけ!アンパンマン（1996年 - 2013年、りんごあめちゃん、紅もちつきまん〈2代目〉、コマノスケ〈2代目〉、スパイス王子〈2代目〉、ぎんなんぼうやA）
- ちびまる子ちゃん（1996年 - 、山田かよ子）
- ドラゴンボールGT 悟空外伝! 勇気の証しは四星球（看護婦）
- 爆走兄弟レッツ&ゴー!!（1996年 - 1998年、子供A、ボルゾイレーサー、ネロ） - 2シリーズ

1997年
- キューティーハニーF（秋夏子）
- 逮捕しちゃうぞ（川田かずよ）
- 中華一番!（不良少女B、店員）
- 超魔神英雄伝ワタル（1997年 - 1998年、アタール、ポセ）

1998年
- ひみつのアッコちゃん（第3作）（さやか）
- ドクタースランプ（小猫）
- ロスト・ユニバース（准看、ロブ、婦警）
- Night Walker -真夜中の探偵-（美香子）
- 熱沙の覇王ガンダーラ（サンドラ）
- 聖ルミナス女学院（生徒C）

1999年
- 超速スピナー（霧崎マイ、男の子）
- 白鯨伝説（アトレ〈2代目〉）
- ゴクドーくん漫遊記（一休、西王母）
- イソップワールド（フーフーの母、チュチュ、ミーニャの母）
- コレクター・ユイ（1999年 - 2000年、春日結） - 2シリーズ
- ゾイド -ZOIDS-（1999年 - 2000年、フィーネ・エレシーヌ・リネ、ジーク〈第1話のみ〉）
- ONE PIECE（1999年 - 2022年、マキノ、たまねぎ、ミス・マンデー）

2000年
- サイボーグクロちゃん（マタタビ）
- ファーブル先生は名探偵（ジャック）

2001年
- 仰天人間バトシーラー（ゴルコギャル / ゴルゴネス / スーパーゴルゴネス、ゴルコマチ / ゴルゴビューティー、ツッチー、ホウ王子 / ホールドアップル、パンプキラー、ママゴーレム、闇のドラーゴン）
- クレヨンしんちゃん（2001年 - 、役津栗優、ミッチー〈2代目〉）
- 激闘!クラッシュギアTURBO（大川キシン）
- ジャングルはいつもハレのちグゥ（クライヴ〈子供時代〉）
- スクライド（初夏、ファニ・テラカド）
- ののちゃん（三宅）
- PROJECT ARMS（ジェフ・ボーエン、巴麻耶、ドロシー）
- 星のカービィ（2001年 - 2003年、カービィ、リック、ホッヘ、「プププつうしん」のナレーション）
- まみむめ★もがちょ（ハナちゃん）
- RUN=DIM（さやか、森口和人〈子供時代〉）

2002年
- あたしンち（2002年 - 2009年、理央）
- 奇鋼仙女ロウラン（神子上まほろ、万華）
- デジモンフロンティア（トイアグモン）
- 天使な小生意気（花華院美木）

2003年
- 高橋留美子劇場 人魚の森（真人）
- 釣りバカ日誌（中村礼子）
- 瓶詰妖精（野球部長）
- 名探偵コナン（2003年 - 2009年、子供、好井ルミ子、リポーター、久住舞子、女）

2004年
- ドラえもん（テレビ朝日版第1期）（島田文、つるのどんでん返しの声）
- B-伝説! バトルビーダマン（2004年 - 2005年、ミルマス、ガンノス） - 2シリーズ
- ブラック・ジャック（ミカ）
- 美鳥の日々（牧絵）

2005年
- UG☆アルティメットガール（コスプレイヤー）
- 陰陽大戦記（消雪のタンカムイ、ウツホ）
- ガン×ソード（カロッサ）
- ボボボーボ・ボーボボ（LOVE）

2006年
- エンジェル・ハート（ジョイ・ロウ）
- 鍵姫物語 永久アリス輪舞曲（斬崎リサ）
- 史上最強の弟子ケンイチ（泉優香）
- 出ましたっ!パワパフガールズZ（北沢ケン）
- よみがえる空 -RESCUE WINGS-（ゆみ、学生ボランティアA）

2007年
- おでんくん（エリカ、シルビア、白い傘の女の子、友里ちゃん）
- ゲゲゲの鬼太郎（第5作）（2007年 - 2008年、サトシ、里奈、ユースケ、健太、康平）
- コードギアス 反逆のルルーシュ（SP）
- シルバニアファミリー STORY. 3「流れ星のおくりもの」（シマネコくん）
- はたらキッズ マイハム組（2007年 - 2008年、シュウタ）
- ヤマトナデシコ七変化♥（池田）

2008年
- モリゾー・キッコロとフルービー〜守れ!みんなの水の惑星〜（イッカ）

2009年
- ドラえもん（テレビ朝日版第2期）（2009年 - 2021年、英子、のび郎〈子供時代〉、少年時代のパパ、安雄 他）
- 犬夜叉 完結編（幽骨）
- バトルスピリッツ 少年突破バシン（バイトさん）

2010年
- 君に届け（ちづの母）
- ご姉弟物語（恵子）

2011年
- デジモンクロスウォーズ 〜時を駆ける少年ハンターたち〜（船橋キイチ）

2012年
- ONE PIECE エピソードオブルフィ 〜ハンドアイランドの冒険〜（マキノ）

2013年
- ダンガンロンパ 希望の学園と絶望の高校生 The Animation（舞園さやか）
- HUNTER×HUNTER（第2作）（女性ライター、オロソ妹）

2014年
- 戦国無双SP 真田の章（稲姫）

2015年
- 寄生獣 セイの格率（氷川）
- 新あたしンち（2015年 - 2016年、理央）
- 戦国無双（稲姫）

2016年
- ダンガンロンパ3 -The End of 希望ヶ峰学園- 未来編 / 絶望編（舞園さやか）

2017年
- ONE PIECE エピソードオブ東の海 〜ルフィと4人の仲間の大冒険!!〜（マキノ）

2018年
- CONCEPTION（ルカ、キャンサー）

2019年
- KING OF PRISM -Shiny Seven Stars-（ジョージ〈幼少期〉）

2020年
- ゾイドワイルド ZERO（ジーン・エレシーヌ・リネ）

2025年
- ぷにるはかわいいスライム（アイスプリン）

### 劇場アニメ
1994年
- おさわが!スーパーベビー（子供）
- ストリートファイターII MOVIE（電話の声）

1995年
- 鬼の子とゆきうさぎ （おかあ）
- スラムダンク 湘北最大の危機! 燃えろ桜木花道（女生徒）
- ドラゴンボールZ 龍拳爆発!!悟空がやらねば誰がやる（女教師）
- はじまりの冒険者たち レジェンド・オブ・クリスタニア（男の子）

1996年
- ドラゴンクエスト列伝 ロトの紋章（キラの子分）

1997年
- エルマーの冒険（ルーシー）
- キューティーハニーF（秋夏子）
- ヘルメス－愛は風の如く

1999年
- しらんぷり（アキラの母）

2000年
- おばあちゃんの思い出（幼い頃ののび太）
- 太陽の法 エル・カンターレへの道（魂1〈ヤナ / セラ / 文殊の徒 侍女1 サリー / 女性1〉）

2003年
- 黄金の法 エル・カンターレの歴史観（アガペー）

2004年
- ドラえもん のび太のワンニャン時空伝（のび太幼少時代）

2005年
- ONE PIECE THE MOVIE オマツリ男爵と秘密の島（ローザ）

2006年
- クレヨンしんちゃん（2006年 - 2024年、ミッチー） - 8作品

2007年
- 名探偵コナン 紺碧の棺（馬淵千夏）

2009年
- 仏陀再誕－The REBIRTH of BUDDHA（里奈）

2010年
- 名探偵コナン 天空の難破船（女性アナウンサー）

2012年
- スクライド オルタレイション QUAN（初夏）

2013年
- ルパン三世VS名探偵コナン THE MOVIE（スタッフ）

2019年
- KING OF PRISM -Shiny Seven Stars-（高田馬場ジョージ〈幼少期〉）

2022年
- ONE PIECE FILM RED（マキノ）

### OVA
出演年不明
- きつねとぶどう（子ぎつね）
- パトローくん（くまじろう）

1995年
- アミテージ・ザ・サード（秘書）
- お天気お姉さん2（女）
- 3×3 EYES 〜聖魔伝説〜
- 青い瞳の銀鈴（子供B）

1996年
- カメレオン6（女連A）
- 超人学園ゴウカイザー（宮毘羅）
- ようちえん戦隊げんきっず（1996年 - 1997年、おばあちゃん、ゆか、リッチー、どっちじゃ〜い 他）

1998年
- ビー・バップ・ハイスクール7（主婦）

2001年
- スペクトラルフォース（リトル・スノー）

2003年
- ジャングルはいつもハレのちグゥ デラックス（クライヴ〈幼少期〉）
- 高橋留美子劇場 人魚の森（真人）※テレビ未放送話

2004年
- インタールード（綾の母）
- ジャングルはいつもハレのちグゥ FINAL（子供クライヴ）
- チャーミーキティ（プードル）

2007年
- トミカハイパー大作戦!（タットンくん）

2008年
- 念仏物語 親鸞さま ねがい、そして　ひかり。（春）
- トミカハイパー大冒険!（タットン隊員、キャリーシティーの女性、市民、ハイパーレスキューの一般隊員）

2010年
- ONE PIECE FILM STRONG WORLD EPISODE:0（マキノ）

2013年
- 史上最強の弟子ケンイチ（泉優香）※単行本54巻特装版付属DVD

2017年
- スーパーダンガンロンパ2.5 狛枝凪斗と世界の破壊者（舞園さやか）※ニューダンガンロンパV3 みんなのコロシアイ新学期 超高校級の限定BOX特典

### Webアニメ
- 幕末機関説 いろはにほへと（2006年、後藤惣之介）
- クレヨンしんちゃん外伝 エイリアン vs. しんのすけ（2016年、ミッチー）
- クレヨンしんちゃん外伝 おもちゃウォーズ（2016年、ミッチー）
- 君に届け 3RD SEASON（2024年、千鶴の母）

### ゲーム
1996年
- アニメフリークFX vol.3
- エーベルージュ（フォルラーツ・ガントラム）
- くるくるぱにっく（間欠はじめ）
- GO!GO!バーディーチャンス（生徒、店員）
- プリクラ大作戦（グレイ）

1997年
- サターンボンバーマンファイト!!（ぷいぷい）
- シャイニング・フォースIII（グレイス、エリーゼ、オネスティ、シバルリィ、スピリテッド）
- スペクトラルフォース（リトルスノー）
- ドキドキプリティリーグ（工藤美奈子、畑中佳子、来栖倫子）
- 熱砂の惑星（情報屋の少女、ダンの母、女、エイリアン〈子供〉）
- フリートークスタジオ〜マリの気ままなおしゃべり〜（子役タレントのマネージャー、サイケデリコ2号、柴崎クルリ、双子の幽霊）
- マリカ 〜真実の世界〜（ガリーナ）

1998年
- イースII（ジェノバ、マリア・メサ）
- 英雄志願 -Gal Act Heroism-（カエデ）
- ケリオトッセ！（ヤシ坊、ディア、パンダン）
- スペクトラルフォース2（リトルスノー、マユラ、ソフラン、イチゴウ）
- 天仙娘娘〜劇場版〜（偉龍、キョンシーB）
- ドキドキプリティリーグ 熱血乙女青春記（工藤美奈子）
- バトルトライスト
- ひみつ戦隊メタモルV（ガンマ星人）

1999年
- ゴルフしようよ（クリスティーヌ・ラメール）
- 純情で可憐メイマイ騎士団（ラト・リンネイ、マユラ、リトル・スノー）
- スペクトラルフォース 愛しき邪悪（リトルスノー、マユラ、ラト）
- 聖少女艦隊バージンフリート（ハック）
- デバイスレイン（コア・ブレイン）
- ナース物語（花園カヲル）
- 大乱闘スマッシュブラザーズシリーズ（1999年 - 2021年、カービィ、ネス、Miiファイター〈タイプ6〉、リン、自然王ナチュレ） - 6作品
- ラーメン橋（千駄木ウメ、七瀬桜子、舞子、八重）

2000年
- ゴルフしようよ APPEND COURSES アドベンチャー編（クリスティーヌ・ラメール）
- FAVORITE DEAR 純白の預言者（アイリーン・ティルナーグ）
- 星のカービィシリーズ（2000年 - 2023年、カービィ、シャドーカービィ、クィン・セクトニア、秘書スージー、エリーヌ、クレイシア、クローンセクトニア） - 19作品
- 夢のつばさ（深山勇希）

2001年
- ウィークネスヒーロー トラウマン（マーガリット）
- KID MIXセクション（深山勇希）
- くるくるまるまる（クラッチ / ワイパー）
- ゴルフしようよ2 新たなる挑戦（クリスティーヌ・ラメール）
- From animation ONE PIECE とびだせ海賊団!（マキノ、ミス・マンデー）
- 松本零士999 〜Story of Galaxy Express 999〜（新1000年女王）
- 夢のつばさ Fate of Heart（深山勇希）

2002年
- Innocent Tears（陸優美）
- Only you リベルクルス（燐藍花）
- 帰ってきたサイボーグクロちゃん（マタタビ）
- ZOIDS VS.（フィーネ・エレシーヌ・リネ）
- テイルズ オブ ファンダム Vol.1（イライザ・シュタイン）
- 天使な小生意気（花華院美木）
- どきどきアイドルスターシーカーRemix（宝生奈都紀）
- ファーストKiss☆物語II 〜あなたがいるから〜（小早川蘭）

2003年
- グリーングリーン 鐘ノ音ダイナミック（伊吹美菜）
- 激闘プロ野球 水島新司オールスターズVSプロ野球（国立珠美）
- サモンナイト3（スバル）
- 白詰草話 -Episode of the Clovers-（桐田篤子）
- みんなのGOLF 4（アイミ、カズマ）

2004年
- AIRFORCE DELTA 〜BLUE WING KNIGHTS〜（ルース・ヴァレンタイン）
- 機動戦士ガンダムSEED 終わらない明日へ（シホ・ハーネンフース）
- クレヨンしんちゃん 嵐を呼ぶ シネマランドの大冒険!
- STEEL FANG（マリア）
- 戦国無双 猛将伝（稲姫）

2005年
- 機動戦士ガンダムSEED DESTINY GENERATION of C.E.（シホ・ハーネンフース）
- 激・戦国無双（稲姫）
- 旋光の輪舞（三条櫻子、アーネチカ・アルフェロフ）
- ゾイドタクティクス（フィーネ・エレシーヌ・リネ）
- ゾイドフルメタルクラッシュ（フィーネ・エレシーヌ・リネ）
- ONE PIECE グラバト! RUSH（たまねぎ、マキノ）

2006年
- クレヨンしんちゃん 最強家族カスカベキング うぃ〜（ミッチー）
- クレヨンしんちゃん 伝説を呼ぶ オマケの都ショックガーン!
- 旋光の輪舞 Rev. X（三条櫻子、アーネチカ・アルフェロフ）
- 戦国無双2（2006年 - 2007年、稲姫、新武将〈妖艶〉） - 3作品

2007年
- クレヨンしんちゃんDS 嵐を呼ぶ ぬってクレヨ〜ン大作戦!
- 戦国無双KATANA（稲姫）
- テイルズ オブ イノセンス（ルカの母、ニーノ）
- 無双OROCHI（稲姫）
- ONE PIECE アンリミテッドアドベンチャー（たまねぎ）

2008年
- テイルズ オブ ヴェスペリア（ウィチル、テッド）
- 無双OROCHI 魔王再臨（稲姫）
- Wonderland ONLINE（ブレイヤ）

2009年
- いつかこの手が穢れる時に －SPECTRAL FORCE LEGACY－（リトルスノー）
- 戦国無双3（2009年 - 2011年、稲姫） - 4作品
- バトルスピリッツ 輝石の覇者（バイトさん）
- 無双OROCHI Z（稲姫）

2010年
- アンパンマン にこにこパーティ（アンパンマンアルバム：音声ガイド）
- クレヨンしんちゃん おバカ大忍伝 すすめ!カスカベ忍者隊!
- クレヨンしんちゃん ショックガ〜ン!伝説を呼ぶオマケ大ケツ戦!!（ミッチー）
- 旋光の輪舞DUO（三条櫻子、アーネチカ・アルフェロフ）
- ダンガンロンパ 希望の学園と絶望の高校生（舞園さやか）
- NINETY-NINE NIGHTS II（セフィア）

2011年
- 久遠の絆 再臨詔 フルボイス版（高原万葉、螢、綾、澪）
- クレヨンしんちゃん 宇宙DEアチョー!? 友情のおバカラテ!!
- 戦国無双 Chronicle（稲姫）
- 無双OROCHI 2（稲姫）

2012年
- SDガンダム GGENERATION（2012年 - 2025年、シホ・ハーネンフース） - 3作品
- CONCEPTION 俺の子供を産んでくれ!（ルカ）
- 新・光神話 パルテナの鏡（自然王ナチュレ）
- 戦国無双 Chronicle 2nd（稲姫）
- テイルズ オブ イノセンス R（ルカの母、ニーノ）
- ヒーローズファンタジア（初夏）
- 無双OROCHI 2 Special（稲姫）
- ワンピース ROMANCE DAWN 冒険の夜明け（たまねぎ）

2013年
- スーパーロボット大戦Operation Extend（フィーネ・エレシーヌ・リネ）
- ダンガンロンパ1・2 Reload（舞園さやか）
- 無双OROCHI2 Ultimate（稲姫）

2014年
- CV 〜キャスティングボイス〜（静稀香奈）
- 戦国無双4（稲姫）
- 戦国無双 Chronicle 3（稲姫）

2015年
- 戦国無双4 ‐II（稲姫）
- 戦国無双4 Empires（稲姫）

2016年
- 戦国無双 〜真田丸〜（稲姫）
- Heaven×Inferno（ガムビエル）

2017年
- 神撃のバハムート（イルミスナ）
- ファイアーエムブレム ヒーローズ（2017年 - 2024年、リン、ネフェニー、ブラミモンド）
- ファイアーエムブレム無双（リン）

2018年
- 都立水商!（橘リオナ）
- 無双OROCHI 3（稲姫）
- Shadowverse（イルミスナ、機構二輪の天使）

2019年
- テイルズ オブ ヴェスペリア REMASTER（ウィチル、テッド）
- CONCEPTION PLUS 俺の子供を産んでくれ!（ルカ）
- 戦国無双4 DX（稲姫）
- メガミラクルフォース（リトル・スノー、ファウスノー）
- スーパーロボット大戦T（カロッサ）
- 無双OROCHI 3 Ultimate（稲姫）

2021年
- スーパーロボット大戦30（カロッサ）

2023年
- ファイアーエムブレム エンゲージ（リン）

2024年
- 東方スカーレットディアブロ（紅美鈴）
- ペーパートレイル Paper Trail（ページ）
- フィグゼイト -地獄の英雄伝説- EXAレーベル（ルーシー・パメラ）

### 吹き替え

#### 映画
- ウォッチャーズ/第3生命体 ※テレビ東京版
- エリミネイト・ソルジャー（レネ・ブルックス）
- サイバーテックP.D.
- スウォーズマン 女神復活の章（ダイ）
- ソルジャー・コップ/LA大捜査線・怒りの対決 ※テレビ東京版
- ダンス・ウィズ・ウルブズ（ウィリー）※テレビ朝日版
- 2 days トゥー・デイズ（スーザン）
- ネバーエンディング・ストーリー3（レイチェル〈アンドレア・ネメス〉）※テレビ朝日版
- バタフライラヴァーズ（レイチー）
- バックファイヤー!
- ボーン・スナッチャー（ミッキ）
- 魔王

#### ドラマ
- Xファイル（ルビー・モリス）
- パワーレンジャー（男の子）
- ONE PIECE（2023年、マキノ）

#### アニメ
- ザ・シンプソンズ（少女）

### ボイスオーバー
- 愛・地球博大盛況SP世界のイドバタ会議! 奥様はなんでも知っている!!（マヤンクくん、イルディスさん） - フジテレビ
- 世界バリバリ★バリュー（ユリ・ゲラーの娘ナタリー） - MBS
- 未来への教室 - NHK教育

### ナレーション

#### テレビ番組
- ウンナンのホントコ! 「未来日誌」コーナー - TBS
- おやおやなんだろう - CTC
- サイエンス・ゴーゴー - NHK教育
- TBS50周年特別企画 『地雷ZERO 21世紀最初の祈り』 - TBS
- 美の巨人たち「パウル・クレー作『ドゥルカマラ島』」（ストーリーテラー：天使） - テレビ東京
- ふるさと発スペシャル 〜勝負に生きる〜 - NHK教育
- マンガノゲンバ「読み手のゲンバ」 - BS2
- ようこそ!やすらぎの栃木路へ - GYT

#### テレビCM
- アイワイバンク銀行
- お茶犬関連 - エム・ティー・オー
  - お茶犬の冒険島 〜ほんわか夢のアイランド〜
  - お茶犬 ドレッサーのお茶犬の街
  - お茶犬 だっこして「ほっ」としよ?
- 桂由美フランチャイズ岡山
- 歯ブラシ チェック
- バンケット・クリスタルテラス nature -ナチュレ-
- ピレパラアース（女性編） - アース製薬
- 牧場物語 Oh! ワンダフルライフ
- BOSCH

#### WebCM
- クラフトボス 選べるって、楽しい！篇[108]
- 特茶 カービィとおなかのヒミツ篇[109]

#### Web動画
- ユビキタス探検隊 東芝科学館
- ようこそ職場へ!〜中学生 親の仕事を体験〜 - サイエンスチャンネル

#### その他
- 天使 DVD特典

### CM

#### TV
- おはよう!ナイスデイ生CM（球体展望台の球ちゃん）
- おふろの電気消して！（ナレーション・セリフ） - ピープル
- 果汁ぽんず ゆずか（ゆずか） - キッコーマン
- キューティーハニーF ふりかけ - 丸美屋食品工業（秋夏子）
- ドラえもんアイス - ロッテ
- ニッスイ焼きおにぎり（ナレーション、さる、カニ）
- ファイナルファンタジーXII ポーション バトル篇（OL〈町本絵里〉戦闘時の声） - サントリー
- 星のカービィシリーズ（カービィ）
  - 星のカービィ64
  - アニメ版星のカービィ関連 - 丸美屋食品工業
  - 星のカービィ ウルトラスーパーデラックス
  - あつめて!カービィ
  - 星のカービィ トリプルデラックス
  - 星のカービィ ロボボプラネット
  - カービィ バトルデラックス!
  - 星のカービィ スターアライズ
- 美作大学 2020年度（日ペンの美子ちゃん[110]）
- レオパレス（鳩ヶ谷ミッチー）

#### ラジオ
- タイヤガーデンシリーズ　「父と子供」 - 横浜ゴム
- CHINTAI- J-WAVE
- 日産・キューブ 「1/Fのゆらぎ編」
- マクドナルド

### その他番組
- アリスの科学探検隊（サイエンスチャンネル、ナノぴょん）
- ウンナンのホントコ！「メル友ネットワーク」（TBS、優香の声）
- おはスタ（2015年12月10日、テレビ東京）カービィの声[111]
- おやおやなんだろう（CTC、ケンちゃん）
- 科学忍者隊ガッチャピン（BSフジ、ガッチャピン1号）
- 世界のたね〜人物科学史 「アインシュタインの宇宙像」（NHK総合）
- マイメモリー〜漫画とヒット曲でつづる涙の青春ストーリ〜 ※あの歌がきこえる・試作番組（NHK総合、秋桜編 / 娘、シンドバット編 / ミホ）
- マンガノゲンバ「読み手のゲンバ」『ムーたち』（BS2、虚山無夫〈ムー夫〉、母）

### ラジオ
- 速水奨のVOICE OF DREAMS〜ORDOVICES〜 - PCM
- 平松晶子のVOICE OF WONDERLAND（第3回 1999年1月16日 ゲスト） - JFN
- 愛だ！光央だ！ビタミンラジオ（2001年8月12日 永野愛への誕生日メッセージ） - 文化放送
- 土曜天国SUPER「土曜マンガ喫茶のコーナー」（2002年7月27日 星のカービィ公開朗読） - CBC
- 青春ラジメニア（2002年7月28日『トライアル・トライアングル』伊勢涼葉役電話インタビュー） - ラジオ関西
- わんだー☆らじお（第7回 2008年6月18日 ゲスト） - 音泉
- ダンガンラジオ 希望のゲストと絶望のオガタ（第4回　2010年12月10日 ゲスト） - アニメイトTV
- ダンガンロンパ The Animation 希望のラジオと絶望の緒方（第6回 2013年7月10日 ゲスト） - アニメイトTV、音泉、HiBiKi Radio Station
- ChaosTCG おれよめラジオ（＃225 2013年10月29日 ゲスト） - HiBiKi Radio Station
- メビウス・リング・ユニバース（第169、170回 2016年3月3日、10日 ゲスト） - YouTube
- ラジオCONCEPTION〜私のラジオを聴いてくれ！〜（第3回 2018年10月22日 ゲスト） - 音泉
- ミッドナイト・レーゼ（#16 2018年12月19日 DJ） - YouTube
- 朝耳らじお55「すぎちゃんのわいるどだろぅ？」（2021年3月10日 ゲスト） - RSK

#### ドラマ
- ラジオドラマ エメラルドドラゴン（女龍、サダの妻） - 文化放送
- ラジオドラマ 冬馬由美原作 『風色の組曲』 第二楽章「仔象の行進」（園内放送の声、歩行者B）、「大地の歌」（取り巻きA） - 文化放送
- 水野愛日のHARAPEKOPAI「TV バトルアスリーテス 大運動会ラジオ アストロ番外地」（デイジー・オズモント） - 文化放送
- 千葉繁のスパイラルワールド（木野子）
- 子安・氷上のゲムドラナイト「デバイスレイン」（コア・ブレイン） - TBSラジオ
- 金光教の時間
- 金月真美の Moon Shine「たいせつなうた」（麻倉由緒） - ラジオ関西
- サントリー・サタデー・ウェイティング・バー - TOKYO FM
- 超人学園ゴウカイザー（宮比羅）

### CD

#### ドラマCD
- 犬木加奈子のバーチャルホラーワールド（ストーリテラー・神野多々里）
- 詩を聴かせて（櫻井依里子）
- エメラルドドラゴン（女龍、サダの妻）
- 久遠の絆 平安編（螢）
- 久遠の絆 再臨詔 フルボイス版 特典ドラマCD
  - 万葉の新妻だいあり〜（高原万葉）
  - 平安編添い寝CD「螢」（螢）
- グリーン・グリーン ドラマアルバム 鐘ノ音スラップスティック（伊吹美菜）
- 時空警察ハイペリオン外伝 幕末異聞伝（楢崎りょう）
- 好きなものは好きだからしょうがない!! -RAIN- Truth（赤い髪のちびっ子）
- スペクトラルフォース2（リトルスノー）
- 旋光の輪舞 Rev.X 限定版付録 キャラクタードラマCD（三条櫻子、アーネチカ・アルフェロフ）
- 旋光の輪舞DUO キャラクタードラマCD 輝け!センコロ学園でゅお（三条櫻子、アーネチカ・アルフェロフ）
- DARK EDGE はじまりの予鈴 前編（宇津見沙希）
- たいせつなうた〜恋する夢歌姫〜（麻倉由緒）
- 戦え・生徒会!! Vol.1‐2（永倉真里子）
- ダンガンロンパシリーズ（舞園さやか）
  - ダンガンロンパ アナザーストーリーCD △白版▽
  - ダンガンロンパ 希望の学園と絶望の高校生 超高校級の限定BOX 特典「もうすぐ希望ヶ峰学園 学園祭」
  - ダンガンロンパ3 -The End of 希望ヶ峰学園- Blu-ray BOX III 初回生産限定版特典「黄桜公一の出立」[112]
- 千葉繁のスパイラルワールド（木野子）
- 超人学園ゴウカイザー vol.1-3（宮比羅)
- ツーリング・エクスプレス-フローレンス-（クリス）
- テイルズ オブ ヴェスペリア ドラマCD Vol.1、4、6（ウィチル）、Vol.3（アルフ）
- テイルズリング・ヴェスペリア Comic Market 89 Limited（ウィチル）
- デバイスレイン・ドラマCD（コア・ブレイン）
- TV バトルアスリーテス 大運動会 ラジオ アストロ番外地（デイジー・オズモント）
- 冬馬由美原作 『風色の組曲』 第二楽章「仔象の行進」（園内放送の声、歩行者B）、「大地の歌」（取り巻きA）
- トライアル・トライアングル（伊勢涼葉）
- ナース物語 オリジナル・ドラマ (花園カヲル)
- はやて×ブレード DRAMA CD（吉備桃香）
  - Vol.1 - 3
  - 第13巻特装版
  - ウルトラドラマCD 「にばん星！ 特訓つめあわせ！」
- パラサイト・イヴ（朝倉の友人）
- ファイアーエムブレム エクストラドラマCD 烈火の剣 〜ローランの継承者たち〜（リン[113]）
- フルメタル･パニック！Invisible Victory Blu-ray/DVD BOX3 書き下ろしオリジナルオーディオドラマ（カラオケ店員）
- ボイスパラダイス（森山修一郎）
- Missing 呼び声の物語（十叶詠子）
- 美鳥の日々 ドラマCD 「はじめまして」（塚本牧絵）
- 夢のつばさ（深山勇希）
- 乱丸XXX（巴里美樹）
- ONE 〜輝く季節へ〜（七瀬留美）
  - 長森瑞佳ストーリー 『あなたのこころを わたしのなかへ』

#### ラジオCD
- ダンガンロンパ1・2 Reload 特典 ダンガンラジオ 超高校級のスペシャルエディション（ダンガンラジオ 希望のゲストと絶望のオガタ 第4回 ゲスト）
- ダンガンロンパ The Animation 希望のラジオと絶望の緒方 Vol.1（第6回 ゲスト）
- ダンガンロンパ The Animation 希望のラジオと絶望の緒方 Vol.2（特別版〈2013年11月30日のファンミーティングにて行われた公開録音〉 ゲスト）

#### 朗読CD
- 「30秒のぬくもり」 第13回NTTふれあいトーク大賞
- 『ただひとつの息吹 -Only Breath-』 ジャラール・ウッディーン・ルーミー：原著

#### その他
- クレヨンしんちゃん外伝 エイリアン vs. しんのすけ スペシャル座談会CD ※Amazon限定特典
- 戦国無双声優奥義 2016 〜真田・夏の陣〜 パンフレット豪華版特典 リレートークCD
- 大乱闘スマッシュブラザーズDX オーケストラコンサートCD（総合司会）※ゲーム雑誌『ファミ通キューブ+アドバンス』2002年12月号特別付録
- 松本零士「幻想軌道1999」コンサートライブCD（オープニングナレーション〈序説〉：ブリュンヒルデ役）

### オーディオブック
- 『新訳 星の王子さま Le Petit Prince』著者：サン＝テグジュペリ 翻訳：倉橋由美子 - kikubon（キクボン）[114]
- 『ただひとつの息吹 -Only Breath-』 - kikubon（キクボン）[115]

### プラネタリウム
- しまじろうのほしのひみつ ゆきのひみつ（雪だるま） - ベネッセコーポレーション
- ハカセヒカリ学習番組「スターライトツアーズ」（ヒカリ、星哉 他）
- よもやま学園天文部シリーズ（和歌らん） - ベネッセ・スター・ドーム

### 朗読

#### 舞台劇
- 朗読劇「桃太郎伝説異聞」『Voice Fair 2004』第4弾 （キジ）2004年10月16日 内幸町ホール
- 怪し会〜弐〜 2009年9月10〜12日 浄土宗 得生院
- 妖しの小夜曲〜妖怪百物語〜 第一、二夜 2013年10月19、20日 鬼太郎茶屋 深大寺店[116]
- 妖しの小夜曲〜妖怪百物語〜 第三夜 2014年1月11日 鬼太郎茶屋 深大寺店[117]
- 宇井孝司自作朗読劇集『平和交響曲』 2016年8月1、2日 小劇場楽園 [118]
- 怪し会〜拾〜 2018年3月28、31日 元結不動 密蔵院[119]
- Morning Reze 第8回 2018年6月10日 創作中華酒房 幸宴[120]
- 朗読キネマ『葵上』 2020年4月1日〜3日 両国門天ホール[121]

#### イベント
- COSMIC DIARY FESTIVAL オープニングアクト 『星の王子さま』 2009年8月15日 めぐろパーシモンホール 小ホール
- リーディング・ライブ『冬の寒空にパラレル・スリップ』 『葉っぱのフレディ』、『星の王子さま』 2010年2月28日 ライブスペース ソナンタ
- 野田順子ライブ『TRICK or TREAT vol.10〜来てくれないとイタズラするぞ！〜』第1部 朗読にて自著『ぼくの旅』朗読 2010年10月31日 南青山MANDALA
- ばばぁライブ！ 『葉っぱのフレディ』 2010年12月22日 富士見ヶ丘 スタジオドラゴンカフェ
- みんな元気に！茶風林・茶リティ朗読会 2011年4月9日 渋谷・日本酒専門店酒菜亭
- 震災チャリティーイベント・元気力プロジェクト！ 〜アニメの力だ！チャリティーイベント〜 ルーミーの詩の朗読 2011年6月25、26日 杉並アニメーションミュージアム
- フランス映画祭 『アーネストとセレスティーヌ』上映記念イベント 『くまのアーネストおじさん』読み聞かせ 2012年6月22日 有楽町朝日ホール
- 石ノ森萬画館チャリティーイベント 『よだかの星』、『葉っぱのフレディ』、『きつねのおきゃくさま』 2014年11月3日 石ノ森萬画館[122]
- 茶話会 -こどもの日直前、こどもの日スペシャル- 『モチモチの木』、『葉っぱのフレディ』 2015年5月3日 元結不動 密蔵院[123]

#### Web動画
- 『いつでもカービィ』シリーズ[124]
  - カービィのちいさな世界
  - 勇気をキミに
  - おやすみカービィ
  - カービィといっしょ
  - 星の贈り物
  - だきしめてカービィ
  - ありがとうを届けに

### 舞台
- バーストマン36th公演「彗星物語」1998年8月27日（木） - 30日（日）
- バーストマン38th公演「ANGEL TOUCH 〜天国に一番近い場所〜」（歌駄光裏）1999年7月30日（金） - 8月1日（日）

### 書籍
- ぼくの旅 2009年6月9日発売 青山ライフ出版

### 実写

#### テレビ番組
- ウンナンのホントコ! 「1/fのゆらぎとは」（1999年1月6日：TBS）
- エクスプレス 「癒しの声」（2000年7月26日：TBS）
- 声優都内観光〜マル福ツアーズ（ゲスト / 第11回 2010年2月27日：エンタ!371・PigooHD）
- 金バク!2022視聴者還元ザ〜クザク！ 大お年玉祭りSP（2022年1月1日：OHK）

#### Web番組
- CONCEPTION 俺の子供を産んでくれ! LIVEスペシャル!!（ゲスト / 第3夜 2012年4月25日：ニコニコ生放送）
- ゾイド -ZOIDS-Blu-ray BOX発売記念特番（ゲスト / 2013年4月5日：ニコニコ生放送）
- 関西発！声優情報バラエティ 声優魂（ゲスト / 第8回 2013年8月25日：ニコニコ生放送、Ustream）
- 星のカービィ25周年記念オーケストラコンサート 東京公演（スペシャルゲスト / 2017年7月21日：ニコニコ生放送）
- 木原浩勝の件ちゃん暗殺計画（仮）（ゲスト / 第9回 2018年3月24日：ニコニコ生放送）
- TCGファイアーエムブレム0第13弾発売直前生放送（ゲスト / 2018年6月23日：ニコニコ生放送）

#### 映像商品
- 声優ボイスマガジンシリーズ 
  - It's say you!! Vol.1 眠れぬ森の美女姉妹の巻
  - It's say you!! Vol.2 「居酒屋やおちゃん」お店は大忙しの巻
  - It's say you!! Vol.3 「私立・聖アニメ学園大学」声優クラブ新人歓迎会の巻
- 希望ヶ峰学園映研秘蔵映像集 ※ダンガンロンパ 希望の学園と絶望の高校生 超高校級の限定BOX 特典
- 京都太秦の奇跡 続々・消えた目玉おやじを探せ!（白狐[注 2]）※ゲゲゲの鬼太郎(第5作) DVD-BOX1 特典
- 中華街で父さんをさがせ!〜鬼太郎たちの横浜中華街探訪〜（白狐[注 2]）※ゲゲゲの鬼太郎（第5作） DVD『セレクション ニャニャニャのネコ娘』 特典
- 星のカービィ25周年記念オーケストラコンサート Blu-ray付/DVD付豪華ボックス版
- ライブビデオ 戦国無双 声優奥義2016 〜真田・夏の陣〜[125]

### その他コンテンツ
- 「ウィルキッズ」 こどもちゃれんじじゃんぷ　2006年4月号 - 12月号（ファイヤー） - ベネッセコーポレーション
- KAMIJO/Sang Project ACT Ⅳ Halloween Tour 「Vampire Rock Star」（老婆〈エルネスティーヌ〉）
- KAMIJO/Sang Project Act VI Live Tour 2019「Symphony of The Vampire」（エルネスティーヌ[126]）
- クラシック for キッズスペシャル 〜音楽絵本『ストラ君の贈り物』〜（ストラ君） 2011年2月13日（日） 石川県立音楽堂コンサートホール
- 笹山さんと田端さんボイスドラマ（笹山さん[127]）
- 着ムービー メロDAM
  - 「クレアの皮肉な希望とは」（ガラスのクレア）
  - 「母の想い、機会伯爵の罠」（鉄郎の母）
- パチスロダンガンロンパ（舞園さやか）
- がくげい ランドセルシリーズ（ゆうま、サスケ 他）
- 星のカービィ マジカルシアター（カービィ、ホッヘ、小エビ）
- 松本零士 幻想軌道1999コンサートライブ　「オープニングナレーション（序説）」（ブリュンヒルデ）
- 名探偵コナン・カード探偵団（藤井奈美）
- ONE PIECE（マキノ） - VOMIC

## ディスコグラフィ

### キャラクターソング
| 発売日   | 商品名                                                               | 歌                                                           | 楽曲                                                | 備考                                                                        |        |
| 1995年   | 1995年                                                               | 1995年                                                       | 1995年                                              | 1995年                                                                      | 1995年 |
| -------- | -------------------------------------------------------------------- | ------------------------------------------------------------ | --------------------------------------------------- | --------------------------------------------------------------------------- | ------ |
| 3月17日  | 機械の少年ピーノ サウンドアドベンチャー                              | ヤマネコ（大本眞基子）、ドロー（難波圭一）、ボー（松尾銀三） | 「俺たちゃ，ヤマネコ団 」                           | ゲーム『ワンダープロジェクトJ 機械の少年ピーノ 』関連曲                     |        |
| 1997年   |                                                                      |                                                              |                                                     |                                                                             |        |
| 1月22日  | 逮捕しちゃうぞ ORIGINAL SOUND TRACK I                                | ストライク少女隊（池澤春菜、大本眞基子、白鳥由里）           | 「いとしのストライク男様 〜ストライク少女隊参上〜」 | テレビアニメ『逮捕しちゃうぞ』関連曲                                        |        |
| 1999年   |                                                                      |                                                              |                                                     |                                                                             |        |
| 7月14日  | コレクター・ユイ オリジナル・サウンド・トラック FOLDER 1             | 春日結（大本眞基子）、フィーナ（甲斐田ゆき）                 | 「クジラの歌」                                      | テレビアニメ『コレクター・ユイ』挿入歌                                      |        |
| 2000年   |                                                                      |                                                              |                                                     |                                                                             |        |
| 7月26日  | コレクター・ユイ オリジナル・サウンド・トラック FOLDER 3             | 春日結（大本眞基子）                                         | 「ユイ・ラブ・メール」                              | テレビアニメ『コレクター・ユイ』挿入歌                                      |        |
| 2003年   |                                                                      |                                                              |                                                     |                                                                             |        |
| 12月23日 | SWEET MELODY 〜GIRLS SONG COLLECTION VOL.1〜                         | 小早川蘭（大本眞基子）                                       | 「Smile Race」                                      | ゲーム『ファーストKiss☆物語II 〜あなたがいるから〜』関連曲                  |        |
| 2013年   |                                                                      |                                                              |                                                     |                                                                             |        |
| 8月28日  | ダンガンロンパ THE ANIMATION オリジナルサウンドトラック              | 舞園さやか（大本眞基子）                                     | 「ネガイゴトアンサンブル The Animation」            | テレビアニメ『ダンガンロンパ 希望の学園と絶望の高校生 The Animation』挿入歌 |        |
| 10月2日  | ダンガンロンパ 希望の学園と絶望の高校生 The Animation 第2巻 特典CD   | 舞園さやか（大本眞基子）                                     | 「ネガイゴトアンサンブル」                          | テレビアニメ『ダンガンロンパ 希望の学園と絶望の高校生 The Animation』挿入歌 |        |
| 10月2日  | ダンガンロンパ 希望の学園と絶望の高校生 The Animation 第2巻 特典CD   | 舞園さやか（大本眞基子）                                     | 「モノクローム・アンサー」                          | テレビアニメ『ダンガンロンパ 希望の学園と絶望の高校生 The Animation』関連曲 |        |
| 2018年   |                                                                      |                                                              |                                                     |                                                                             |        |
| 2月3日   | ダンガンロンパ・イズム 〜DANGANRONPA ISM CHARACTER SONG COLLECTION〜 | 舞園さやか（大本眞基子）                                     | 「空色キャンバス」                                  | ゲーム「ダンガンロンパシリーズ」関連曲                                      |        |